# Мартынов, Михаил Алексеевич
Михаил Алексеевич Мартынов (1828—1891) — российский государственный деятель, сенатор, тайный советник (1874).

## Биография
Родился 18 (30) октября 1828 года (также указывается 14 октября 1828 и 1829).
В службе  классном чине с 1848 года после окончания Императорского училища правоведения.
В 1863 году произведён в действительные статские советники, член Совета Главного управления по делам печати. С 1866 года  Полтавский губернатор.
В 1874 году  произведён в тайные советники. С 1878 по 1891 годы  сенатор  присутствующий и первоприсутствующий в Первом и Кассационном департаментах  Правительствующего сената и товарищ министра внутренних дел Л. С. Макова.
Был награждён всеми российскими орденами вплоть до ордена Святого Александра Невского пожалованного ему 1 января 1887 года.
Умер 18 (30) октября 1891 года. Похоронен на кладбище Новодевичья монастыря.

## Семья
Жена: Александра Николаевна Огарёва (18.11.1839—26.10.1891) — дочь генерал-адъютанта Н. А. Огарёва.